# Alfred Clebsch
Rudolf Friedrich Alfred Clebsch (ur. 19 stycznia 1833 w Królewcu, zm. 7 listopada 1872 w Getyndze) – niemiecki matematyk, profesor Politechniki w Karlsruhe oraz uniwersytetów w Gießen i w Getyndze.
Zajmował się m.in. geometrią algebraiczną, teorią niezmienników i różnymi dziedzinami analizy – jak rachunek wariacyjny czy równania różniczkowe cząstkowe – oraz mechaniką teoretyczną . Wniósł znamienny wkład do geometrii algebraicznej .
W 1868 roku wraz z Carlem Neumannem (1832–1925) założył czasopismo matematyczne „Mathematische Annalen” .

## Życiorys
Alfred Clebsch urodził się 19 stycznia 1833 roku w Królewcu .
Po ukończeniu królewieckiego gimnazjum Altstädtisches Gymnasium , w 1850 roku rozpoczął naukę na Uniwersytecie Albrechta w Królewcu, gdzie studiował u Franza Ernsta Neumanna (1798–1895), Friedricha Juliusa Richelota (1808–1875) i Otto Hessego (1811–1874) . Początkowo zajmował się fizyką – optyką i hydrodynamiką .
W 1854 roku uzyskał stopień doktora – pracę doktorską napisał pod kierunkiem Neumanna . Następnie pracował jako nauczyciel w wielu szkołach Berlinie .
W 1858 roku ukończył pracę habilitacyjną na uniwersytecie w Berlinie i objął katedrę mechaniki teoretycznej w Karlsruhe . W 1863 roku objął katedrę matematyki na uniwersytecie w Gießen, a w 1868 roku w Getyndze . Jego uczniami byli m.in. Alexander von Brill (1842–1935), Paul Gordan (1837–1912), Felix Klein (1849–1925) i Max Noether (1844–1921) .
Zmarł na błonicę  7 listopada 1872 roku w Getyndze .

## Publikacje
Dzieła podane za Neue Deutsche Biographie :
- 1854 – De motu ellipsoidis in fluido incompressibili viribus quibuslibet impulsi
- 1862 – Theorie der Elasticität fester Körper
- 1866 – Theorie der Abelschen Funktionen (razem z Paulem Gordanem)
- 1872 – Theorie der binären algebraischen Formen

## Członkostwa, odznaczenia i nagrody
- 1833 – członek korespondencyjny Królewskiej Bawarskiej Akademii Nauk w Monachium (Königlich-Bayerischen Akademie der Wissenschaften zu München)[5]
- 1854–1871 – członek Niemieckiego Towarzystwa Fizycznego (Deutsche Physikalische Gesellschaft)[6]
- 1868 – członek korespondencyjny Królewskiej Pruskiej Akademii Nauk (Königlich Preußische Akademie der Wissenschaften)[7]
- 1871 – honorowy członek London Mathematical Society[8]